# Anni 1780
Gli anni 1780 sono il decennio che comprende gli anni dal 1780 al 1789 inclusi.

## Eventi, invenzioni e scoperte
- Fine della guerra d'indipendenza americana, viene scritta la Costituzione degli Stati Uniti d'America.
- Il 19 ottobre 1783 a Parigi viene effettuato il primo volo umano in mongolfiera, che deve il suo nome proprio ai suoi inventori, i fratelli Montgolfier.
- 1786: abolizione della tortura e della pena di morte nel Granducato di Toscana.
- 1788: la Gran Bretagna fonda una colonia penale nel Nuovo Galles del Sud in Australia.
- 1789: a Parigi e nelle altre città francesi scoppiano una serie di rivolte popolari che diedero inizio alla Rivoluzione francese.

## Personaggi
- Wolfgang Amadeus Mozart, musicista
- Lorenzo Da Ponte, librettista
- Antonio Canova, scultore
- Giacomo Casanova, scrittore e... casanova
- Immanuel Kant, filosofo
- William Pitt il Giovane, celebre statista britannico
- William Herschel, astronomo
- Giuseppe II d'Asburgo-Lorena, imperatore
- Pierre-Ambroise-François Choderlos de Laclos, scrittore
- James Watt, inventore
- Alessandro Volta, fisico
- Jacques-Louis David, pittore
- Charles Augustin de Coulomb, fisico
- Pietro Leopoldo di Toscana
- Friedrich Schiller, poeta
- Federico II di Prussia detto "il grande"
- Caterina II di Russia
- Luigi XVI di Francia
- George Washington, Benjamin Franklin, Thomas Jefferson, John Adams, Alexander Hamilton, James Madison, Thomas Paine, padri fondatori degli Stati Uniti